# Jacques-Joseph Grancher
Pour les articles homonymes, voir Grancher.
Jacques-Joseph Grancher (29 septembre 1843 - 13 juillet 1907) est un pédiatre français.

## Biographie
Il est né à Felletin dans la Creuse. Il obtient son doctorat en médecine en 1865, et devient directeur du laboratoire d'anatomie pathologique de Clamart de 1868 à 1878. De 1885 à sa mort en 1907, il est directeur de l'hôpital des Enfants malades à Paris. Il est également membre du directoire de l'institut Pasteur.
Il est surtout reconnu pour ses recherches sur la tuberculose. C'est un pionnier en ce qui concerne la prévention de la tuberculose infantile, et un avocat de l'isolation et de l'antisepsie dans la lutte contre la maladie. En 1897, avec Jules Comby (1853-1947) et Antoine Marfan (1858-1942), il publie le Traité des maladies de l’enfance.
En 1885, il participe, avec Louis Pasteur (qui n'est pas médecin) et le Pr Alfred Vulpian (1826-1887), à la  première vaccination contre la rage sur le jeune Joseph Meister, qui avait été mordu par un chien enragé. Pendant 10 jours, il inocule en personne à l’enfant les doses quotidiennes du vaccin de Pasteur, devenant le premier à pratiquer la vaccination antirabique sur un être humain,. Il deviendra chef du service de la rage et contribuera à la création de l'Institut Pasteur. En 1887, à la demande de Pasteur, Grancher défend la vaccination contre la rage à l'Académie de médecine, en mettant en avant le taux de réussite.

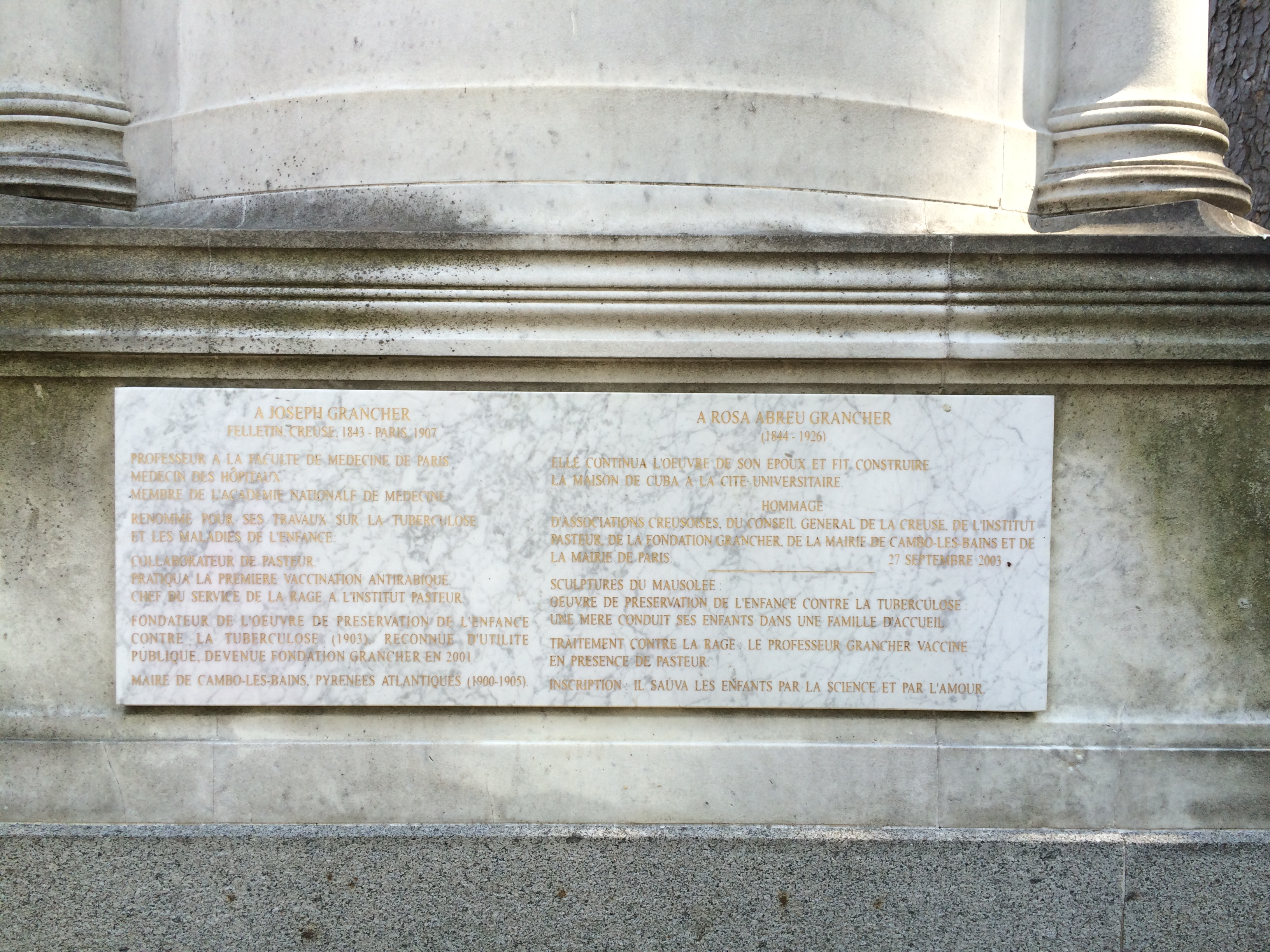
Plaque commémorative sur la chapelle Grancher du cimetière de Montmartre.

Il a été maire de Cambo-les-Bains entre 1900 et 1905.
En 1903, il a fondé l'« Œuvre de préservation de l'enfance contre la tuberculose » devenue « Fondation Grancher » en 2001.
Il est inhumé avec son épouse, Rosa Abreu Grancher (1844-1926), au cimetière de Montmartre (23e division).

## Œuvres et publications
- De l'unité de la phtysie, thèse de médecine, soutenue le 6 février 1873, A. Parent, Paris, 1873, Texte intégral
- De la médication tonique, Baillière, Paris, 1875.
- Exposé des titres et travaux scientifiques du Dr J. Grancher candidat à la Chaire de pathologie interne vacante à la Faculté de médecine de Paris, A. Parent, Paris, 1883, Texte intégral
- Essai d'antisepsie médicale, 1890.
- Maladies de l'appareil respiratoire. Tuberculose et auscultation [Leçons cliniques recueillies par le Dr L. Faisans], O. Doin, Paris, 1890, 1 vol. (VIII-524 p.) : ill. pl. en coul. ; in-8°, lire en ligne sur Gallica.
- Préservation scolaire contre la tuberculose, impr. de J. Gainche, Paris, 1904, monographie imprimée, In-8°, 24 p., lire en ligne sur Gallica

## Hommages

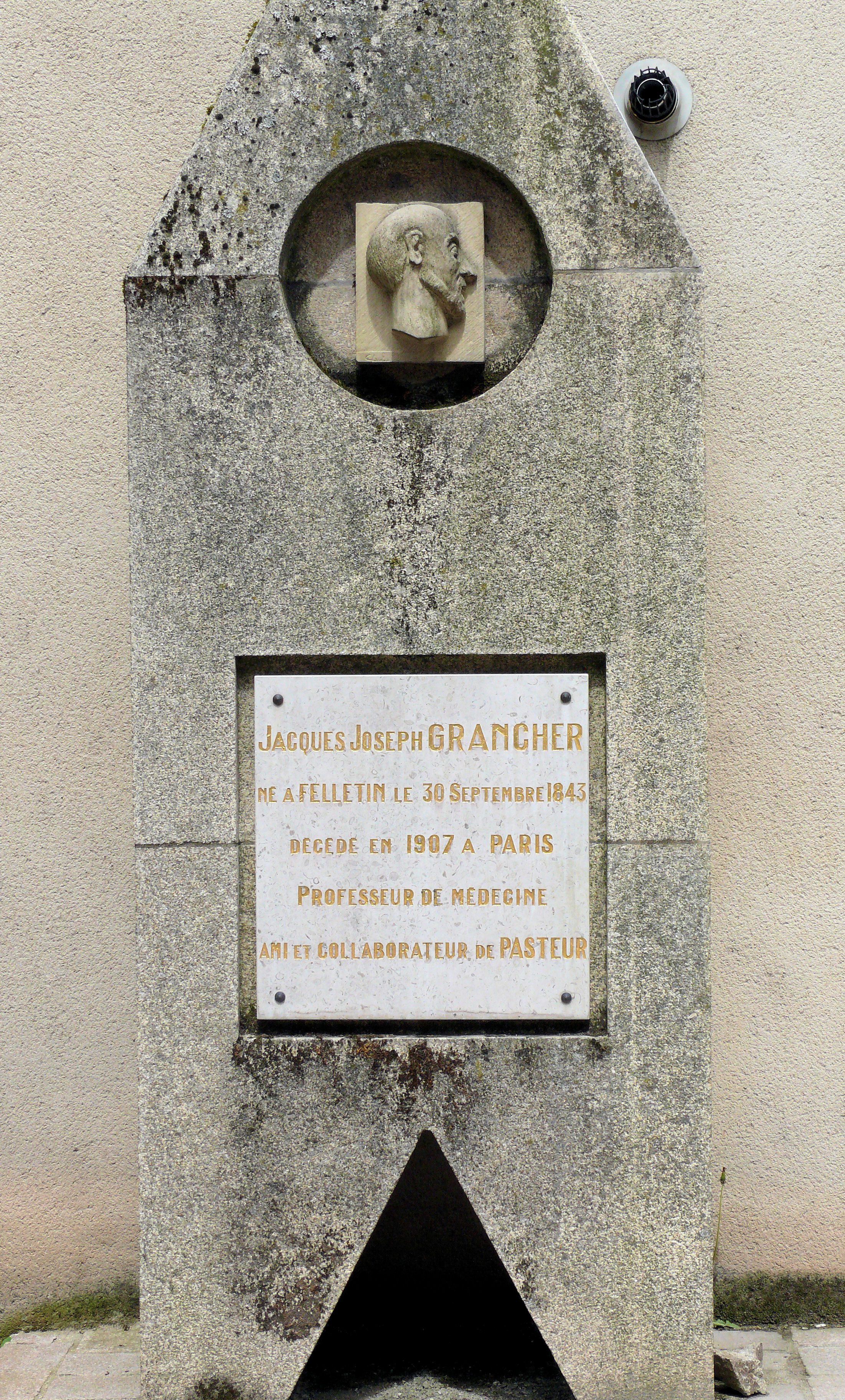
Monument Grancher à Felletin.

Un square à Paris a été baptisé en son honneur square du Docteur-Grancher. La Rochelle, Guéret et Felletin ont une rue à son nom, ainsi que le collège public de Felletin.